# مبرد (أداة)

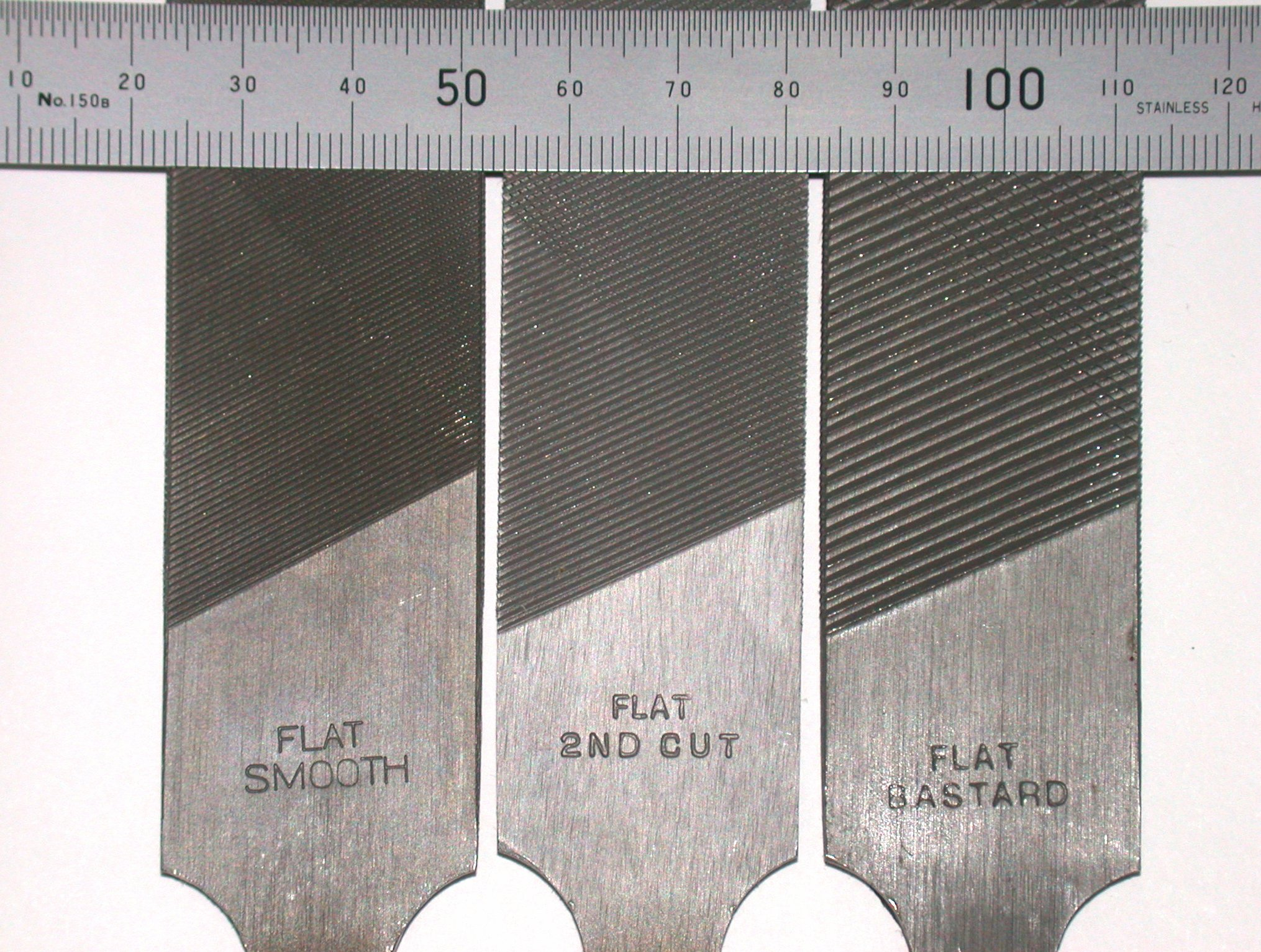
مجموعة مبارد مختلفة الخشونة

المِبرَد أداة تعمل بالاحتكاك من أجل إزالة طبقة من على سطح جسم صلب. وتستعمل مثلاً في صناعة النجارة.